# Mandela Egbo
 (mars 2020).
Si vous disposez d'ouvrages ou d'articles de référence ou si vous connaissez des sites web de qualité traitant du thème abordé ici, merci de compléter l'article en donnant les références utiles à sa vérifiabilité et en les liant à la section « Notes et références ».
Mandela Egbo, né le 17 août 1997, est un footballeur anglais qui joue au poste de défenseur avec le Colchester United.

## Biographie
Formé à Crystal Palace, le 1er juillet 2015, il rejoint l'équipe allemande du Borussia Mönchengladbach.
Le 21 juin 2022, il rejoint Charlton Athletic.

## Palmarès
- Vainqueur du championnat d'Europe des moins de 17 ans 2014 avec l'équipe d'Angleterre.